# IC 4372
IC 4372 — галактика типу S (спіральна галактика) у сузір'ї Діва.
Цей об'єкт міститься в оригінальній редакції індексного каталогу.